# Aphrastochthonius pecki
Aphrastochthonius pecki är en spindeldjursart som beskrevs av William B. Muchmore 1968. Aphrastochthonius pecki ingår i släktet Aphrastochthonius och familjen käkklokrypare. Inga underarter finns listade i Catalogue of Life.